# 壽陵 (西夏)
壽陵（西夏文：𘗽𗳇）是中国西夏第五代皇帝仁宗李仁孝的陵墓。
壽陵位于宁夏回族自治区银川市西40公里贺兰山东麓平吉堡的西夏王陵建筑群中，1193年九月二十日，仁宗李仁孝崩，年七十岁。在位五十五年，谥号圣德皇帝，庙号仁宗，陵号寿陵。壽陵在西夏王陵陵区北部，编号为七号陵，距离五号陵约1.5公里，位于柏油马路以南约200米。陵园建筑仅剩下双阙台、双碑亭、月城、内城的南神墙和西神墙、陵台及西南角台、外神墙的一部分。在对七号陵的考古发掘中发现的西夏文碑残块上有字样，可译为“大白高国护城圣德至懿皇帝寿陵誌铭”。史籍记载寿陵为夏仁宗之陵号，因此可以确定七号陵酒是夏仁宗的陵墓寿陵。